# Катаев, Валерий Николаевич
Вале́рий Никола́евич Ката́ев (17 апреля 1956, Кизел, Молотовская область — 16 ноября 2022, Пермь) — советский и российский геолог, начальник научно-исследовательской части, проректор по научной работе и инновациям (2012—2015), заведующий кафедрой динамической геологии и гидрогеологии (с 2001), декан геологического факультета (2016—2021) Пермского университета.
Лидер двух научных направлений в ПГНИУ.

## Биография
В 1979 году закончил геологический факультет Пермского университета.
С 1979 по 1982 год — инженер, а затем младший научный сотрудник лаборатории комплексных исследований водохранилищ Естественнонаучного института при ПГУ.
В 1980—1981 годах — руководитель экспедиционных работ по изучению экзогенных процессов на берегах Камских водохранилищ.
В 1981—1984 годах возглавлял полевые экспедиционные работы кафедры в карстовых районах Урала, Беломоро-Кулойского плато, Приднестровской Подолии, Кавказа, Крыма.
В 1984 году окончил аспирантуру по кафедре инженерной геологии Пермского университета, получив научную степень кандидат геолого-минералогических наук.
В 2000 году закончил докторантуру в Пермском университете, получив научную степень доктор геолого-минералогических наук (диссертация на тему «Теория и методология структурно-тектонического анализа в карстоведении»).
В 1988—1993 годы — старший преподаватель кафедры динамической геологии и гидрогеологии Пермского университета.
В 1993—1998 годы — доцент кафедры динамической геологии и гидрогеологии Пермского университета.
С 1998 года по 2012 год — начальник научно-исследовательской части Пермского университета.
С 2000 года — профессор кафедры динамической геологии и гидрогеологии Пермского университета.
С 2001 года — заведующий кафедрой динамической геологии и гидрогеологии Пермского университета.
2012—2015 годы — проректор по научной работе и инновациям Пермского университета.
С 2016 по 2021 год был деканом геологического факультета Пермского университета.
Скончался 16 ноября 2022 года.

## Научная работа
Сфера научных интересов В. Н. Катаева: геология, гидрогеология, гидрохимия карстовых массивов, карстогенез, структурно-тектонический анализ карстовых массивов, динамические процессы в геологии.
В. Н. Катаев регулярно входит в состав оргкомитетов научных конференций разного уровня.
Лидер научных направлений «Геоэкология городов. Разработка теории и методологии применения пространственно-временных прогнозов проявления опасных геологических процессов в пределах градопромышленных агломераций» и «Разработка теоретических основ формирования ресурсов, режима и состава подземных вод и современных методов поисков, разведки и оценки эксплуатационных запасов месторождений подземных вод» ПГНИУ.

## Членство в учёных советах, государственных и общественных ассоциациях
- Учёный секретарь Комиссии по карсту и спелеологии научного совета по инженерной геологии и гидрогеологии отделения геологии, геофизики, геохимии АН СССР, 1988-1991 годы.
- Заместитель директора Института карстоведения и спелеологии Русского географического общества, с 1991 года.
- Член редакционных коллегий межрегиональных научных сборников «Гидрогеология и карстоведение», «Пещеры», с 1991 года.
- Член редакционной коллегии журнала «Вестник Пермского государственного университета» сер. «Геология».
- Член трёх советов Пермского государственного университета и Уральского государственного горного университета по защите диссертаций на соискание степени доктора наук, с 2001 года.
- Член ученого совета университета и ученого совета геологического факультета Пермского государственного университета.
- Член комиссии по предупреждению, ликвидации чрезвычайных ситуаций и обеспечению пожарной безопасности Пермского края при Министерстве природных ресурсов Пермского края.
- Член Комиссии по безопасности при администрации г. Перми.
- Член Российской национальной группы Международной ассоциации по инженерной геологии и охране окружающей среды (МАИГ) — International Association for Engineering Geology and the Environment (IAEG) при Комитете геологов России, с 2009 года.

Участвовал в ряде международных проектов:
- Научная стажировка в Великобритании. Оксфордский университет, Департамент наук о Земле, Школа географии. Цель — изучение свойств массивов карстующихся пород и тектонических особенностей развития карста на территории Великобритании (1990—1991)
- Республика Таджикистан (площадка строительства Сангтудинской ГЭС-1 на р. Вахш, инженерно-геологические изыскания; 2006)
- Великобритания, университет Рединг. Цель: повышения квалификации по применению новых образовательных технологий в высшем образовании (2007)
- Сирийская Арабская Республика (площадка проектирования ГЭС «Халябия-Залябия» на р. Евфрат, инженерно-геологические изыскания; 2007)
- Сирийская Арабская Республика (площадка проектирования ГАЭС «Халябия-Залябия» на р. Евфрат, инженерно-геологические изыскания; 2008)

## Избранные публикации
Общее количество научных статей — 195, монографий и учебников — 20.
- Катаев В. Н. Методология и практика сравнительно-оценочного карстологического районирования: учеб. пособие по спецкурсу / Перм. гос. ун-т. Пермь, 2001. 85 с.
- Катаев В. Н. Основы структурного карстоведения: учеб. пособие по спецкурсу / Перм. гос. ун-т. Пермь, 2004 . 109 с.
- Катаев В. Н. Кунгурская Ледяная пещера: опыт режимных наблюдений / под ред. В. Н. Дублянского. Екатеринбург: УрО РАН, 2005. 376 с.
- Минерально-сырьевые ресурсы Пермского края: энциклопедия / под ред. А. И. Кудряшова. Пермь, 2006. С. 124—139. Раздел «Карст».
- Катаев В. Н., Щукова И. В. Подземные воды города Перми/ Перм. гос. ун-т. Пермь, 2006. 142 с.
- Костарев В. П., Катаев В. Н. О карстомониторинге на трассах газо- и нефтепроводов Пермского края // ГеоРиск: науч.-попул. журн. 2007. Декабрь. С. 24-26.
- Kataev V. N. Deep structure of the hydrogeosphere: the model of vertical zoning // Klimchouk, A.B., Ford, D.C. (eds.). Hypogene Speleogenesis and Karst Hydrogeology of Artesian Basins/ Ukrainian Institute of Speleology and Karstology. Simferopol, 2009. Special Paper 1.P. 277—285.
- Гаев А. Я., Катаев В. Н. О фундаментальных проблемах гидрогеологии, разрабатываемых в Пермской школе // Гидрогеология и карстоведение: межвуз. сб. науч. тр. / Перм. гос. ун-т. Пермь, 2009. Вып 18. С. 27-41.
- Катаев В. Н., Кадебская О. И. Геология и карст города Кунгура / Перм. гос. ун-т; ГИ УрО РАН. Пермь, 2010. 249 с.
- Дублянский В. Н., Дублянская Г. Н., Катаев В. Н., Костарев В. П., Толмачев В. В. Карстоведение. Ч.3. Инженерное карстоведение: учеб. пособие / Перм. гос. нац. иссл. ун-т. Пермь, 2011. 288 с.
- Щербаков С. В., Катаев В. Н. Интегральная оценка карстоопасности урбанизированных территорий (на примере г. Кунгура) // Учен. зап. Казан. ун-та. Сер. Естеств. науки. 2011. Т. 153, кн. 1. С. 203—224.
- Катаев В. Н. Основы создания системы мониторинга закарстованных территорий (на примере Пермского края) / Геоэкология, инженерная геология, гидрогеология, геокриология. Научный журнал. № 1. М.: Академиздатцентр «Наука», 2013. С. 25-41.